# Helene Engelmann
Helene Engelmann (n. 9 februarie 1898, Viena, Austro-Ungaria – d. 1 august 1985, Purkersdorf⁠(d), Austria Inferioară, Austria) a fost o patinatoare artistică austriacă, medaliată olimpică. A participat la o ediție a Jocurilor Olimpice (1924) în care a câștigat o medalie de aur.

## Participări
Lista de mai jos prezintă principalele competiții la care a participat Helene Engelmann de-a lungul carierei.
- Patinaj artistic la Jocurile Olimpice de iarnă din 1924 - Perechi